# Opferstein
Die sogenannten Opfersteine, besonders geformte oder bearbeitete Steine, wurden vor allem im 19. und frühen 20. Jahrhundert oft mit einem blutigen Opferkult der Germanen oder Kelten verbunden, für den es aber keine Belege gibt. Die Volkskunde berichtet über „abergläubische Praktiken“ der ländlichen Bevölkerung.

## Opfersteine in Deutschland
Die „Blutrillen“ der meisten Steine sind wohl natürlichen Ursprunges. Als ein untersuchter Kultplatz dieser Kategorie verbleibt der Opferstein (Melzingen), Krs. Uelzen. Er liegt etwas abseits des benachbart ausgegrabenen Wohnplatzes an einer heute feuchten Stelle im Feld. Der Phosphatgehalt des Bodens rund um den Melzinger Stein ist erhöht, was jedoch nicht zwangsläufig auf Blut zurückgehen muss.

Opfersteine
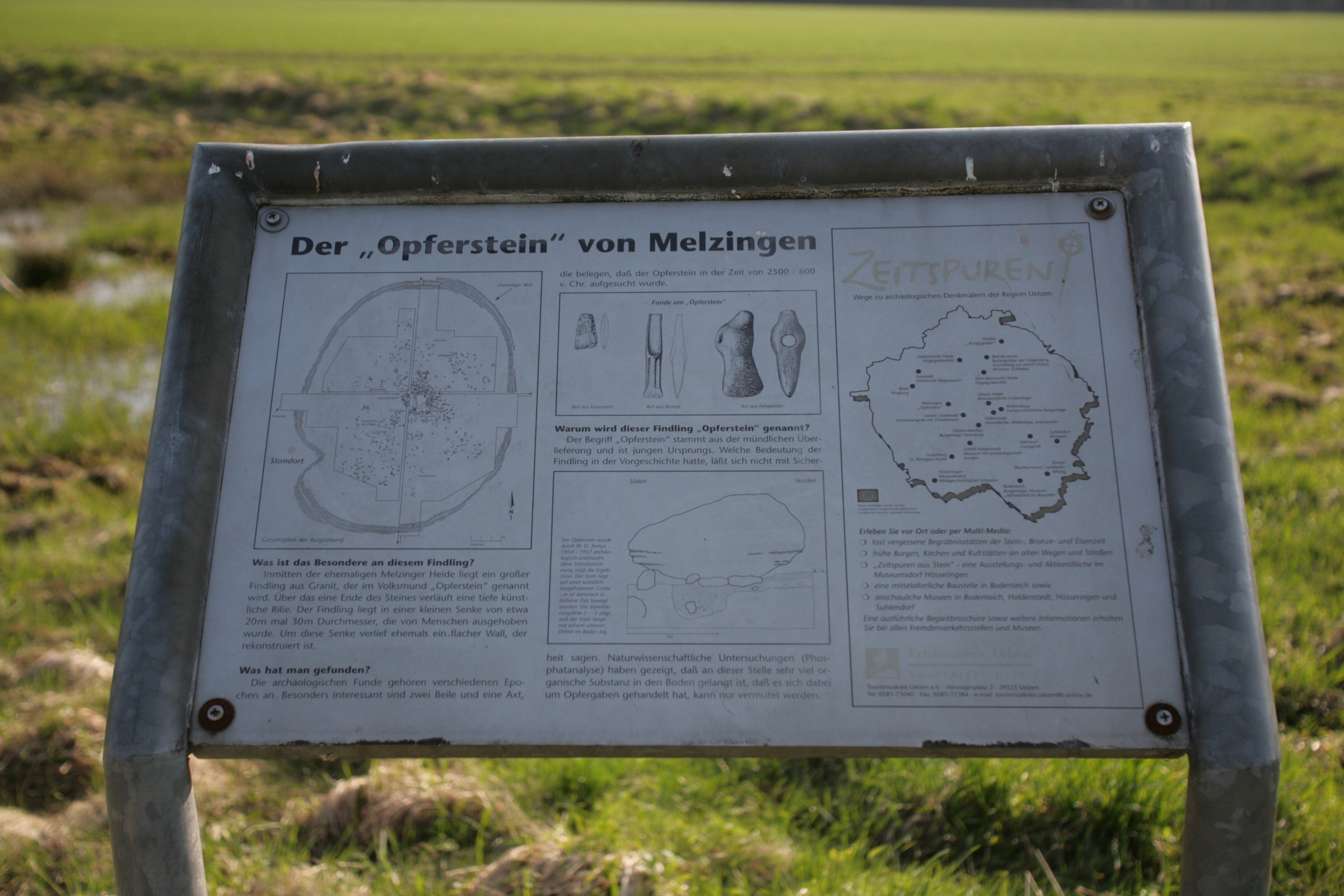
Melzingen
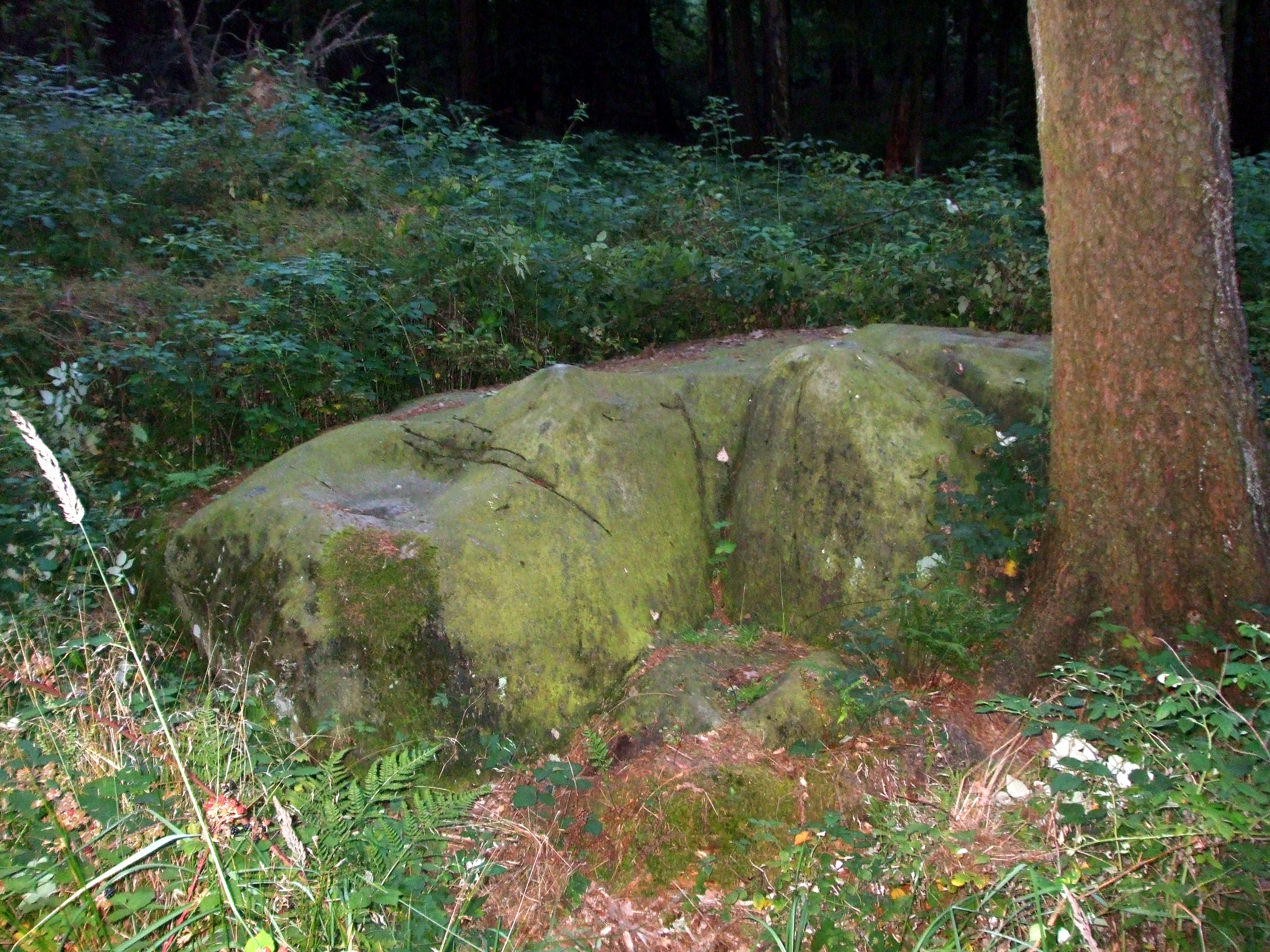
Opferstein 2, „Schalenstein“ im „Alten Hain“ des Leistruper Waldes
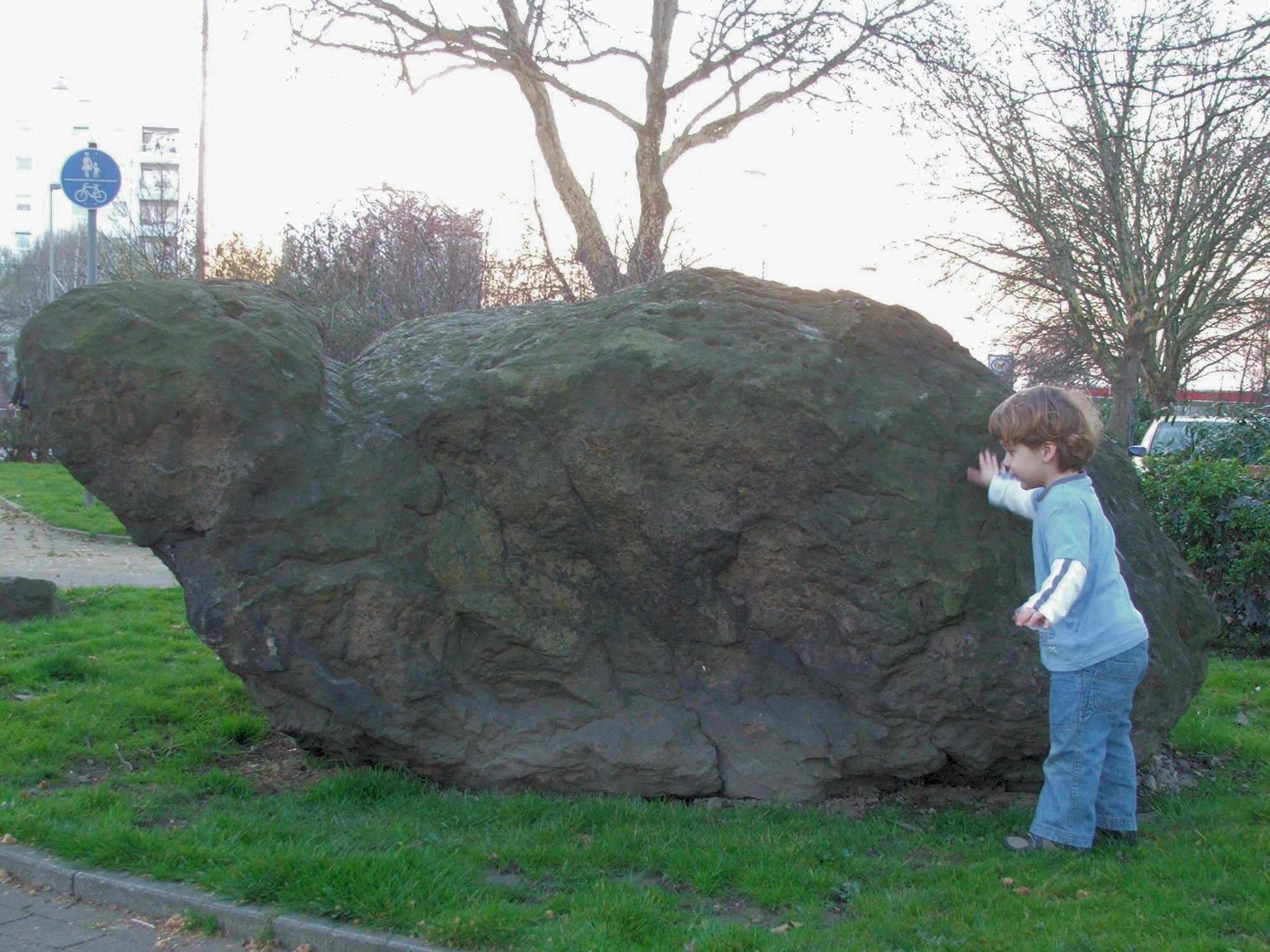
Horkenstein in Hattingen
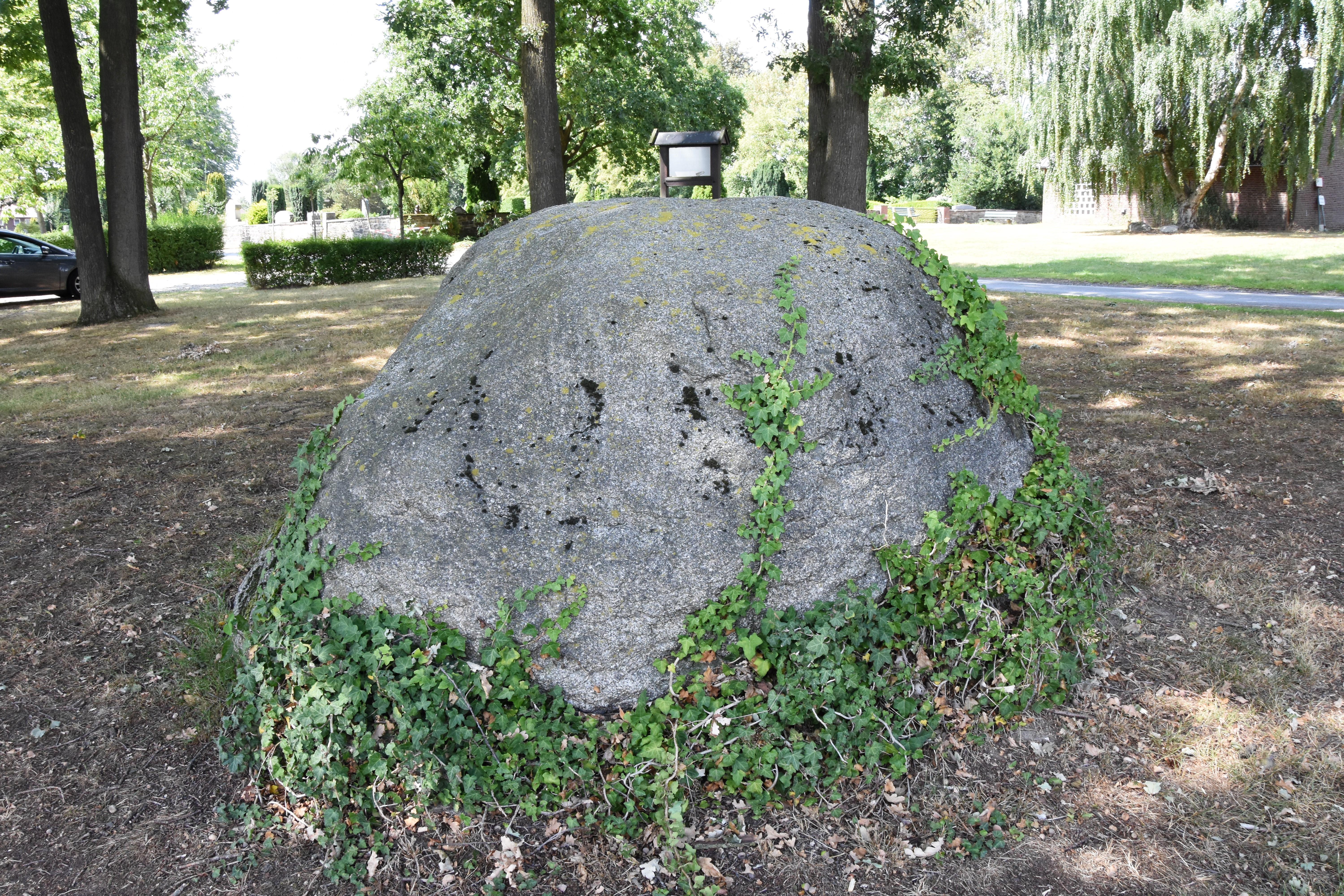
Mathiesings Opferstein
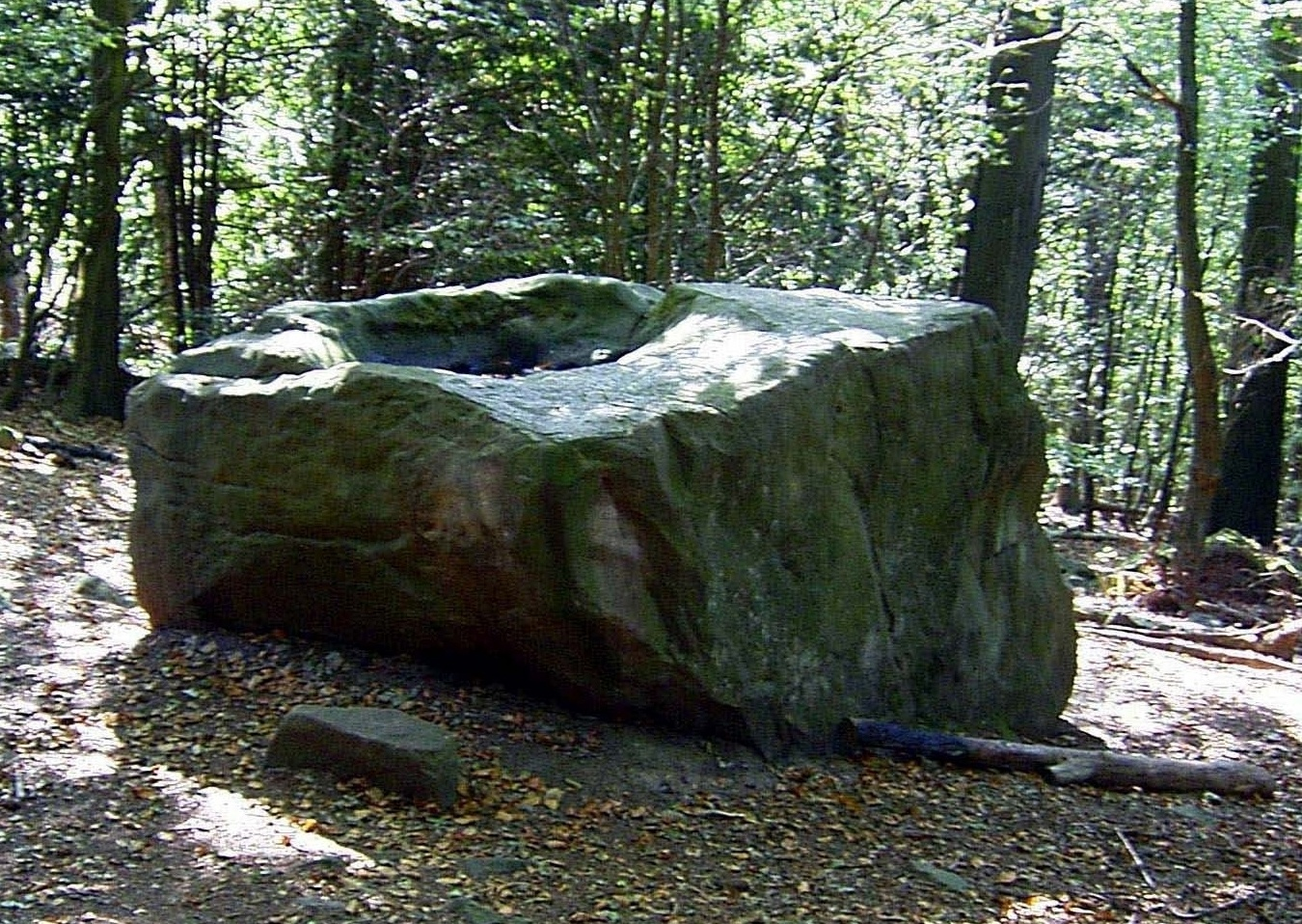
Naturdenkmal Alte Taufe im Deister
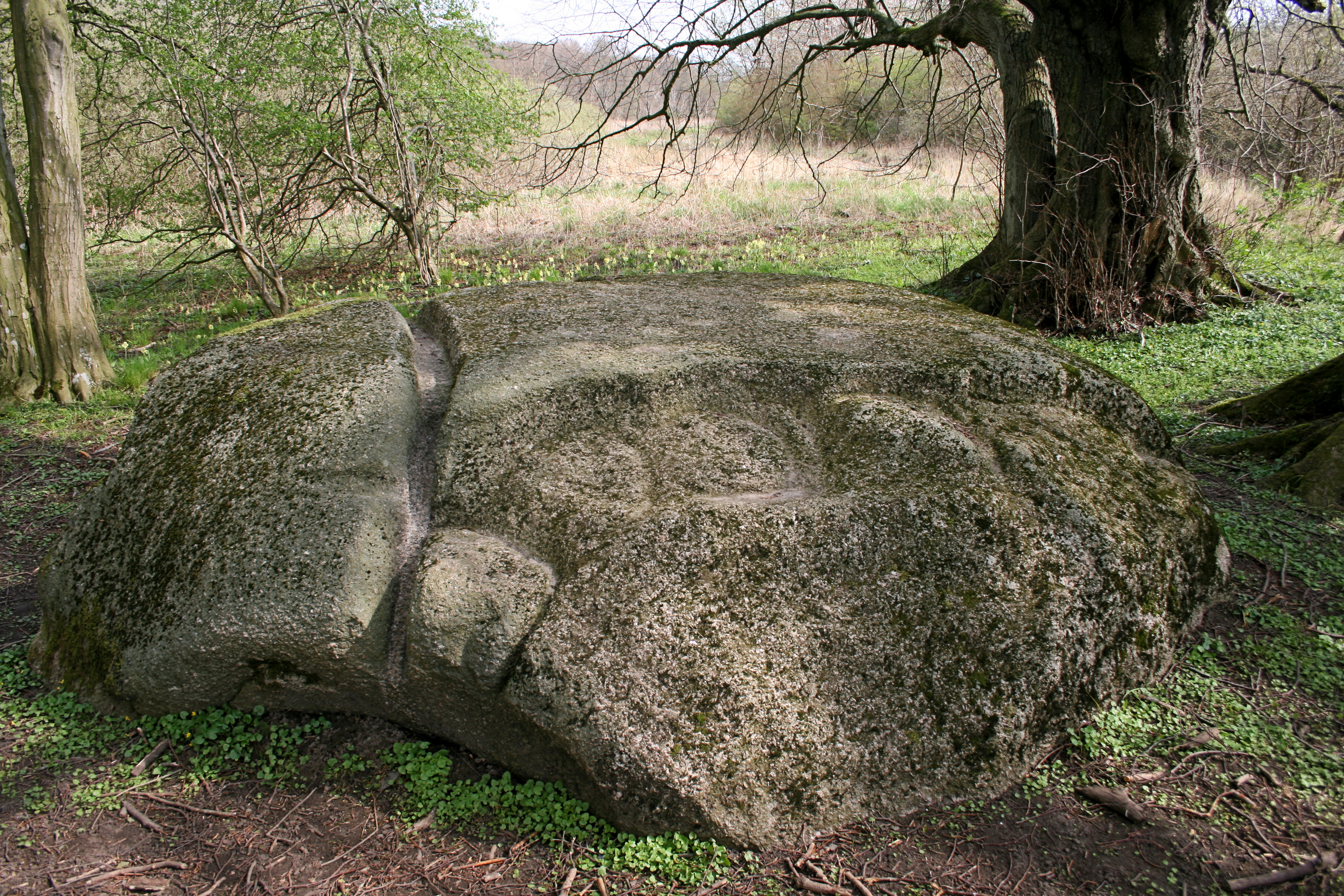
Quoltitz
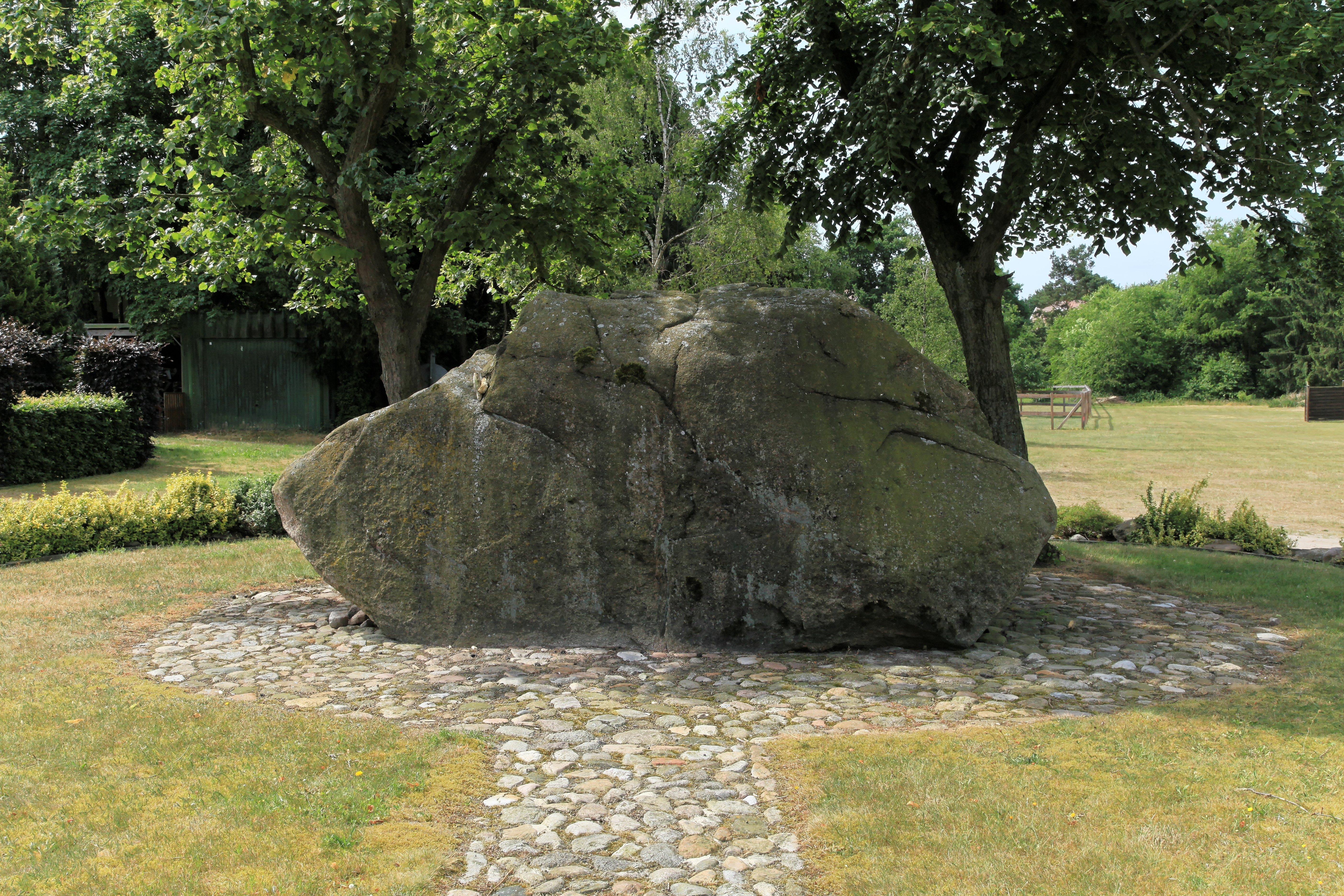
Opferstein von Börger
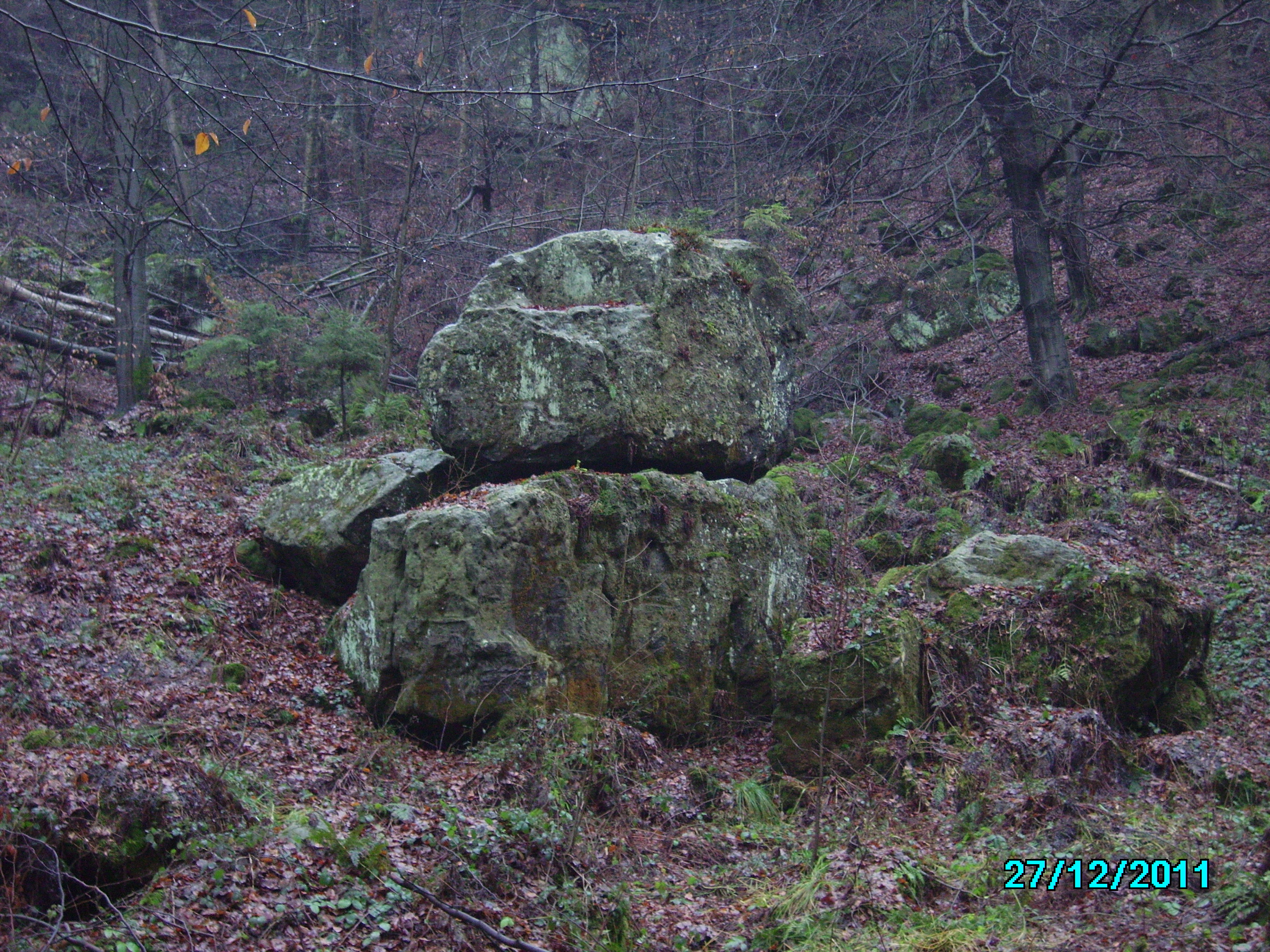
Hardehausen
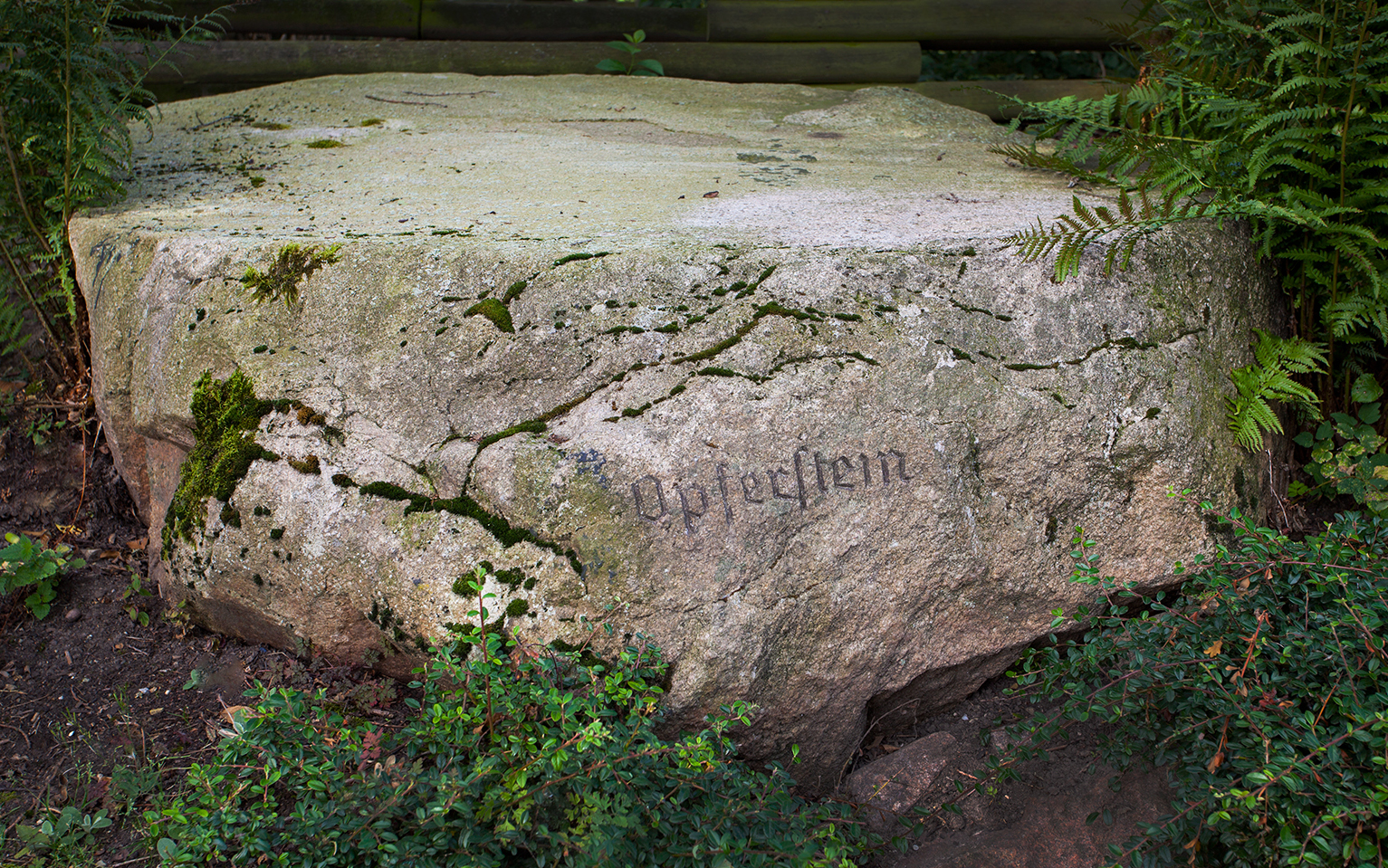
Wüsten
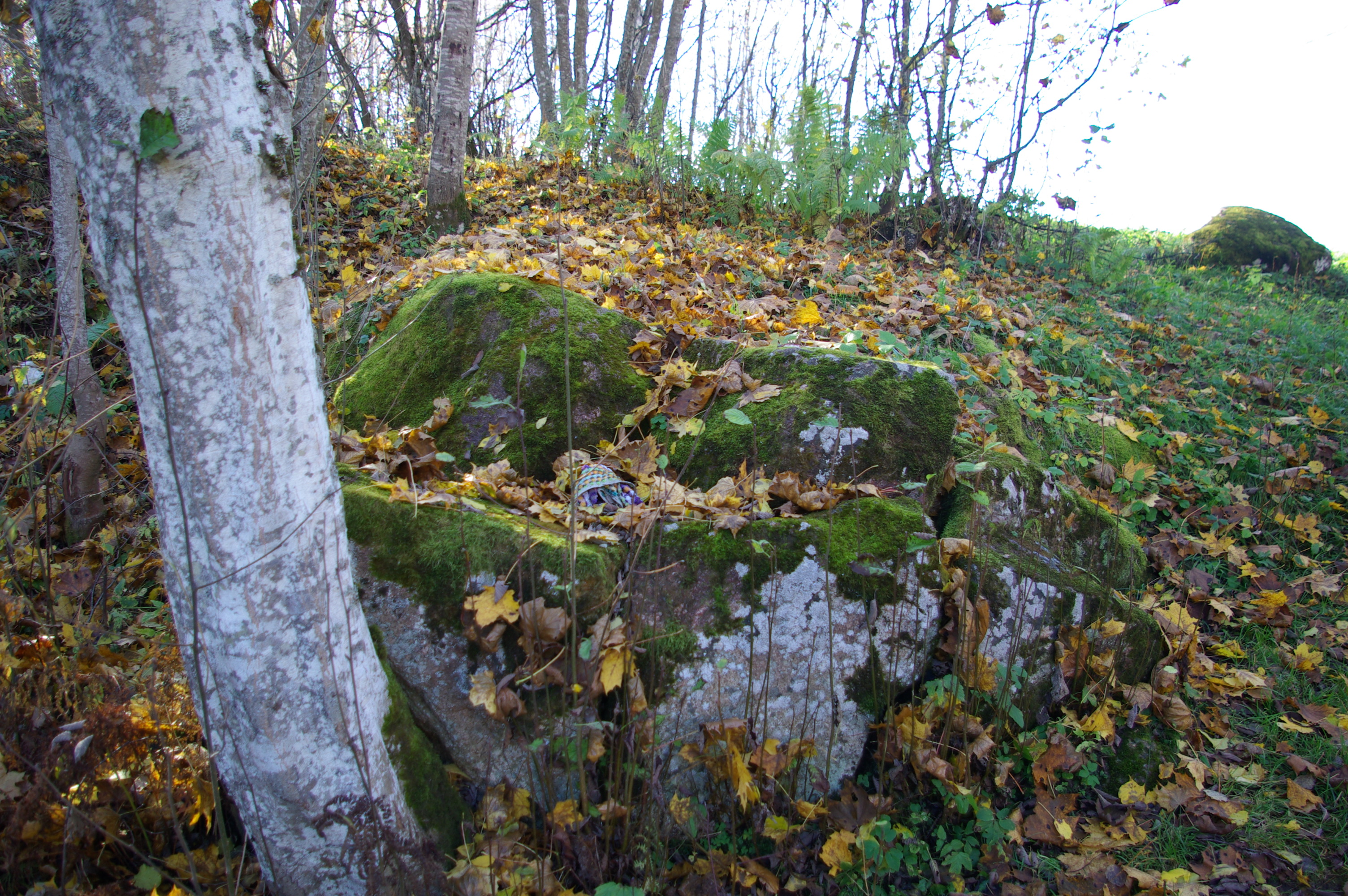
Jaanikivi, Opferstein in Estland.

In Deutschland tragen insbesondere Monolithe in Niedersachsen, Westfalen und Lippe die Bezeichnung Opferstein:
- Alte Taufe im Deister
- Opferstein von Börger, Emsland
- Grambergen Opferstein, Bissendorf
- Heidenopferstein, Bad Kissingen
- Matthiesings Opferstein (Landkreis Osnabrück)
- Oetzendorfer Opferstein (Kreis Uelzen)
- Großsteingrab Marienborn 1 (genannt Opferstein im Forst Marienborn)
- Opferstein von Plumbohm bei Dannenberg
- Opferstein bei Hardehausen
- Hollener Opferstein
- Quoltitz (Rügen)
- Opferstein in den Schelentannen
- Opferstein in der Stubbenkammer Rügen
- Opferstein am Riesenkamp (Wedel)
- Opferstein in Wüsten
- Opferstein I und Opferstein II im Leistruper Wald bei Detmold, Ortsteil Diestelbruch
- Horkenstein in Hattingen, vormals in Bochum
- Opferstein am Eisenberg im Knüll

Bei einigen dürfte es sich um den Rest eines zerstörten Hünengrabes handeln. Ein weitgehend intaktes Hünengrab in der Wildeshauser Geest heißt im Volksmund ebenfalls Opferstein.
In Süddeutschland ist die Bezeichnung „Opfersteine“ deutlich weniger verbreitet. Ein Beispiel sind die Opfersteine bei Schöngeising in Oberbayern.

## Opfersteine in anderen Teilen Europas
Auch die zum Teil riesigen Exemplare von Börger (Emsland) und Tirslund (Jütland) gelten als Kult- oder Opfersteine.
In Schweden gibt es u. a. die Opfersteine von Bjuråker, Gesunda, Rättvik und Snörom.
In Finnland wurden weit über 100 Opfersteine registriert, von denen sich die meisten in Häme befinden. Sie finden sich vorzugsweise in der Nähe oder auf Grabfeldern der Eisenzeit und werden mit dem Todeskult verbunden.

### Pierre des Sacrifices
Der seit 1907 unter Denkmalschutz stehende Pierre des Sacrifices ist ein Findling in Anthy-sur-Léman am Ufer des Genfer Sees im Arrondissement Thonon-les-Bains in Haute-Savoie in Frankreich. Der neolithisch mit Schälchen (französisch Cupules) versehene Findling wurde durch die Gletscher der letzten Eiszeit abgelagert. Ein anderer Pierre des Sacrifices liegt im Park Carrière chevaux, östlich von Mens, im Arrondissement Grenoble, in der Region Auvergne-Rhône-Alpes.

## Opferaltäre bei den Maya
In den archäologisch erforschten Stätten der Maya-Kultur wurden zahlreiche ca. 40 bis 50 cm dicke, meist runde und flach auf dem Erdboden liegende und oft mit figürlichen Reliefs versehene Steine gefunden, die als „Altäre“ bezeichnet und mit dem Opferkult in Verbindung gebracht werden.